# Gotlandssnok
Gotlandssnok (Natrix natrix gotlandica) är en underart till den vanliga snoken. Den listas i Sveriges röda lista som nära hotad (NT).

## Utbredning
Underarten är som namnet antyder endemisk på Gotland samt på mindre öar i samma region som Fårö, Lilla Karlsö och Gotska Sandön. Den vistas allmänt i närheten av vattenansamlingar som dammar, insjöar, flytande vattendrag, Östersjöns strandlinje, träskmarker och myr.
Enligt en fylogenetisk studie från 2014 nådde underarten Gotland främst från Centraleuropa. Antagligen drev de första individerna över Östersjön norrut eller de introducerades medvetet eller omedvetet av människor. En senare blandning med exemplar som infördes från det svenska fastlandet är möjlig.

## Utseende
Gotlandssnoken är, med en längd mindre än en meter, kortare än artens nominatform (Natrix natrix natrix). Hanar blir i genomsnitt 55 cm långa och honor har en medellängd av 67 cm. Ibland når hanar en längd av 74 cm och honor kan maximal vara 95 cm långa. Hos underarten förekommer två färgvarianter. Hos den ena varianten är individerna nästan svarta (melanism) men flera exemplar har vita eller bruna fläckar på bålen som bildar linjer. Den mörka varianten utgör cirka 40 procent av hela beståndet. Den andra färgvarianten är övervägande grå, olivgrön eller brun. På denna grundfärg förekommer större mörka fläckar eller tvärgående band. Liksom Natrix natrix natrix har den ljusa varianten stora orange, rödaktiga eller vita fläckar på varje sida av nacken som kan vara sammanvuxna. Gotlandssnoken har inte lika många plåtar på buken och svansen jämförd med underarten som lever på fastlandet. Även fjällen och plåtarna på huvudet har en annan form.

## Ekologi
Underarten vistas under den varma årstiden i områden där den lätt kommer åt sina byten som utgörs av grodor, paddor och fiskar. Äggläggningen sker främst i regioner med förmultnande växtlighet. Gotlandssnoken vandrar före vintern till steniga platser som erbjuder många gömställen och den lämnar dessa vinterkvarter oftast i mars.
Individer som känner sig hotade försöker i första hand flytta till ett gömställe. Annars kan de resa sina främre kroppsdelar, göra hotfulla rörelser eller avsöndra motbjudande körtelvätska. Vissa gotlandssnokar spelar döda vid fara.
Honan lägger oftast i juni eller juli 11 till 25 ägg. De kläcks cirka två månader senare.

## Status
Antagligen minskade Gotlandssnokens bestånd under 1900-talet på grund av dräneringen som skedde på öarna.